# 레안드로 로드리게스
레안드로 호아킨 로드리게스 텔레체아 (Leandro Joaquín Rodríguez Telechea, 1992년 11월 19일 ~ )는 우루과이의 축구 선수로, 현재 아센소 MX의 알레브레스 데 와하카에서 뛰고 있다. 포지션은 공격수이다.